# Partidul Comunist Vietnamez
Partidul Comunist Vietnamez (PCV), numit uneori și Partidul Comunist din Vietnam, este partidul unic de guvernământ din Republica Socialistă Vietnam. Partidul asigură menținerea guvernului unitar vietnamez, precum și controlul centralizat asupra  statului, forțelor militare și asupra mediei. Rolul central al Partidului Comunist din Vietnam este reafirmat în constituția actuală, adoptată în aprilie 1992.
Entitatea supremă a partidului este Congresul Național al Partidului Comunist din Vietnam, organizat cincinal începând cu 1976 și care alege un Comitet Central de Conducere. La rândul său, Comitetul Central alege un Politburo și un Secretariat, din rândul căruia este ales Secretarul General, cea mai mare funcție din partid. Între organizarea congreselor, organizația executivă conducătoare a partidului este Politburo-ul, compus din 16 membrii.
În prezent liderul partidului este Nguyễn Phú Trọng, care deține funcțiile de Secretar General al Comitetului Central și de Secretar al Comisiei Militare Centrale. 
Începând cu anii 1980, PCV a început adoptarea unei politici economice denumite economie de piață de orientare socialistă.

## Înființarea
În iunie 1925, Ho Și Min a fondat Uniunea Tinerilor Revoluționari din Vietnam (UTRV), predecesoare a Partidul Comunist din Indochina.
După formarea UTRV – cel mai influent din toate grupurile de rezistență – a fondat Partidul Comunist din Indochina (PCI) în 1930. În luna mai a aceluiași an, numeroși comuniști au fost uciși în tentativa de ocupare adiministrativă și formare a sovietelor în câteva provincii. Francezii au vegheat la suprimarea aceastei mișcari și la restabilirea controlului până în primăvara anului 1931. 
După 1936, francezii au permis unele libertăți în colonie, permițând crearea de organizații legale prin care să influențeze intelectualii, muncitorii, etc. Scurta libertate s-a sfârșit odată cu cel de al Doilea Război Mondial, iar PC s-a retras în umbră.

## Preluarea puterii
Pe durata războiului, Indochina a fost în posesia administrativă franceză a Japoniei Imperialiste, fiind condusă de regele-marionetă Bao Dai. La 22 septembrie 1940, guvernatorul francez Jean Decoux și-a dat acordul ca 30.000 de soldați japonezi să rămână staționați în Indochina.  Administrația franceză a colaborat cu forța de ocupație japoneză până la sfârșitul războiului.
Între timp, în 1941, Ho Și Min a format din PC o alianță naționalistă numită Uniunea pentru Independență a Vietnamului, prescurtat Viet Minh. El a cooperat cu forțele Aliate informându-le despre pozițiile japonezilor și cerând recunoașterea oficială a Viet Minh-ului, ca reprezentanță legitimă a aspirației naționaliste vietnameze. În 1945, după predarea Japoniei Imperialiste, Ho Și Min îl răstoarnă pe regele Bao Dai preluând puterea si stabilind capitala în Hanoi. Franța și-a recăpătat însă o parte din vechile colonii cu ajutorul britanicilor și au recucerit Vietnamul în 1946. Francezii au fost de acord să recunoască guvernul Viet Minh ca un stat liber sub tutela Uniunii Franceze.
Datorită înființării noului guvern comunist chinez în 1949 si faptului că Viet Minh își dezvolta războiul de gherilă, temându-se de extinderea comunismului in Asia, SUA au trimis ajutoare importante alături de francezi. Cu toate acestea francezii au pierdut Bătălia de la Dien Bien Phu și în mai 1954 au incheiat pace la conferința internațională în Geneva.
După război, țara a fost împărțită în două, nordul comunist condus de Ho Și Min și sudul anticomunist condus de Ngô Đình Diệm. Forțele comuniste din Nord s-au dovedit a fi greu de înfrânt, motiv pentru are SUA a considerat existența unei reale amenințări la adresa regimului din Saigon, oferind arme, finanțe și consilieri militari dupa cum permitea acordul de la Geneva. Toate aceste ajutoare, s-au dovedit oarecum insuficiente ca să oprească avansul grupării Viet Cong și în anul 1965, președintele Lyndon B. Johnson a ordonat bombardarea Vietnamului de Nord sperând oprirea infiltrării în Sud. După câteva săptămâni, SUA au început să trimită trupe, începand cu 75.000 și continuând cu peste 500.000 în 1968. Alături de americani erau 600.000 soldați sud-vietnamezi și contingenți din Coreea de Sud, Thailanda și Australia. Timp de trei ani, bombardarea intensivă în Nord și lupta directă în Sud nu au slăbit puterea Viet Cong în Nord. Războiul a continuat și sub noul președinte american, Richard Nixon. 
Nixon a început retragerea treptată a trupelor americane dar declara public escaladarea războiului în Laos și Cambodgia, cerând în mod expres eliminarea grupării Viet Minh.
În 1974, Vietnamul de Nord a decis atacarea sudului pe cale armată, lansând în 1975 o ofensivă majoră împotriva regimului de la Saigon. Lupta a fost câștigată de către comuniști, ocuparea Saigonului având loc în 30 aprilie 1975.
La 2 iulie 1976 prin reunificarea Vietnamului de Sud cu Vietnamul de Nord a fost creată Republica Socialistă Vietnam, fiind instaurată dictatura proletariatului. Capitala sudului, orașul Saigon a fost redenumit Ho Și Min, astfel exprimându-și respectul față de fostul președinte al Vietnamului de Nord. Noul plan de reconstrucție implica extinderea industriei în nord și a agriculturii în sud. La doi ani după finalul războiului, Vietnamul se afla într-o profundă criză economică.
În 1986, guvernul a inițiat o serie de reforme economice și politice care au început să aducă țara pe calea integrării în economia mondială. În 2000, deja stabilise relații diplomatice cu aproape toate statele lumii. Până în 2020, planul guvernului comunist este să aducă Vietnamul în rândul națiunilor dezvoltate.

## Partid unic (1976-prezent)

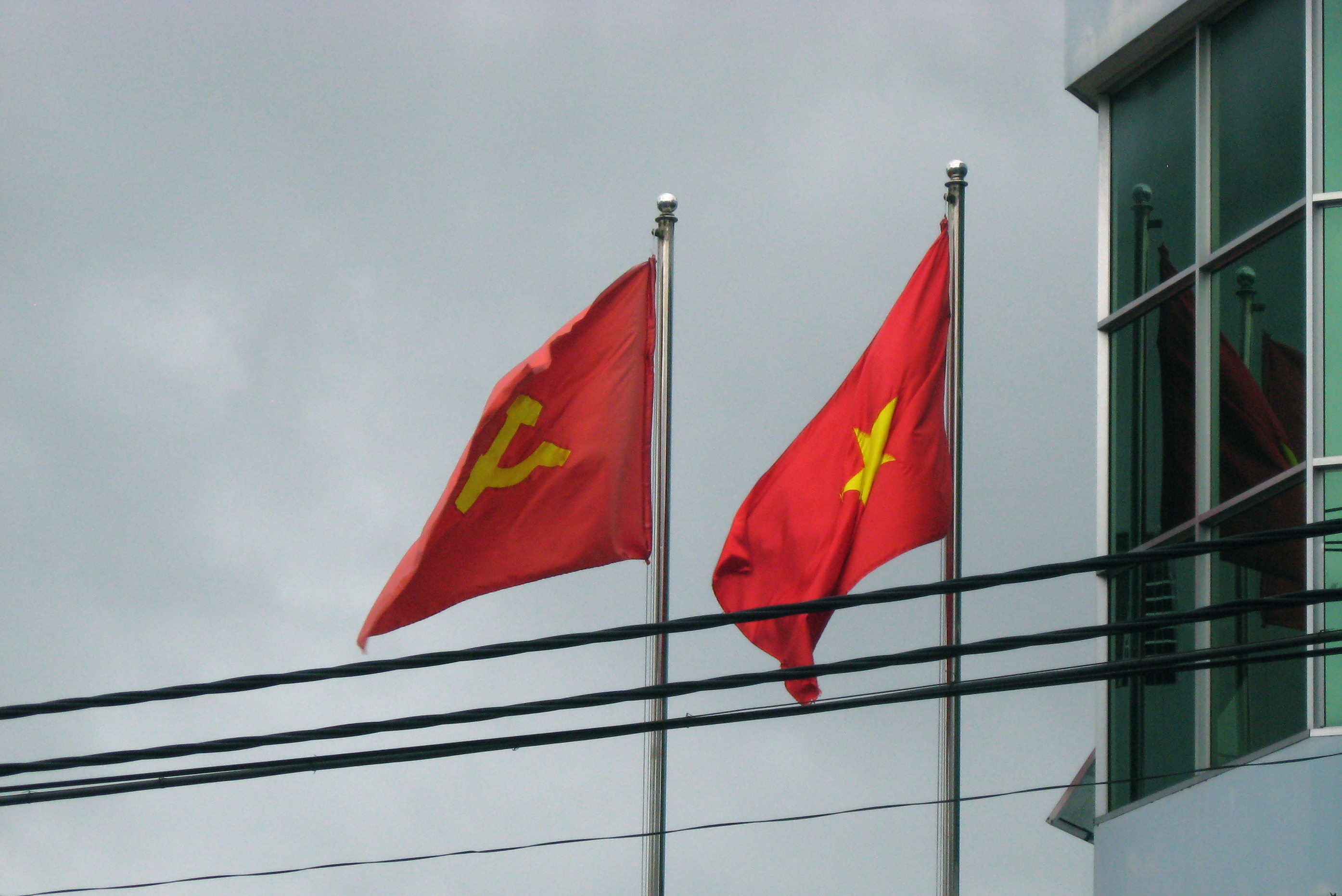
Steagul PCV alături de steagul Republicii Socialiste Vietnam.

În 1976 a avut loc Al Șaselea Congres al PCV, la care au participat 1008 delegați, reprezentanți ai celor 1.553.500 de membri ( circa 3% din populație țării). În cadrul Congresului s-au stabilit noi directive privind cel de al doilea Plan Cincinal (1976-1980). Scopul noului cincinal era sa transforme noul stat intr-un stat socialist prosper și puternic din punct de vedere economic în 20 de ani. În cadrul următorului Congres, din 1982, Secretarul-General Lê Duẩn a trasat noile obiectie ale politicii vietnameze: să construiască statul socialist și să protejeze Vietnamul de agresiunea chinezească, prioritate având tranziția spre statul socialist. Conducerea partidului a acceptat eșecul celui de al doilea plan cinicinal din 1976, motivând că eșecul a cauzat înrăutățirea situației economice a țării și așa afectată de război. Al treilea plan cincinal, a fost astfel axat pe îmbunătățirea condițiilor de trai și pe nevoia de industrializare, agricultura (producția de orez, mai ales) având în continuare un rol de top în agenda partidului. Alte puncte importante ale discuților aveau să fie deficiențele centralizării excesive, dar și îmbunățirea relațiilor cu Laos și Kampuchea Democrată.
În timp ce Lê Duẩn continua să creadă cu tărie în obiectivele celui de al treilea plan cincinal, mare parte din conducerea Partidului Comunist începea să pună la îndoială obiectivele acestuia, considerate irealizabile. În 1985, a devenit evident că planul cincinal a fost un fiasco total.
Lê Duẩn a murit pe 10 iulie 1986, cu puțin timp înaintea celui de Al Șaselea Congres al PCV. O întâlnire a Biroului Politic a avut drept scop inițializarea reformelor radicale propuse de Trường Chinh. Congresul avea să îl numească Secretar-General pe Nguyễn Văn Linh- fapt care indica o victorie a vechii gărzi a reformiștilor. Noua conducere, avea astfel să lanseze reformele cunoscute sub numele de Đổi Mới. Conform acestora trei obiective se cereau atinse: trecerea de la centralism la o economie diversificată de piața, mocratizarea deciziei și edificarea domniei legii (în adiacent lupta contra corupției, întărirea cooperării cu alte state.
La al șaptelea congres, Nguyễn Văn Linh s-a retras din viața politică, reafirmând angajamentul țării în atingerea socialismului. El a fost succedat în funcția de secretar-general de către Đỗ Mười. Võ Văn Kiệt a fost numit prim-ministru, iar fostul conducător al armatei vietnameze în războiul din Cambodgia, Lê Đức Anh, avea să fie numit președinte. În 1997, datorită unor noi reforme impuse de Politburo, atât președintele cât și primul-ministru demisionează. Phan Văn Khảia fost numit prim-ministru și Trần Đức Lương a devenit președintele țării.

În cadrul Prezidiului Comiteului Central din cel de al optulea congres, Lê Khả Phiêu a fost ales secretar-general al partidului. În 2001 acesta avea să fie succedat de Nông Đức Mạnh, care s-a aflat la conducere până la cel de al unsprezece-lea congres din 2011, când a fost înlocuit de actualul secretar-general Nguyễn Phú Trọng.

## Organizare

### Congresul Național
Congreul Național este organul suprem al partidului și are loc o dată la cinci ani. Delegații votează direcția în care va merge partidul și aleg membrii viitorul guvern. Delegații votează mai apoi membrii Comitetului Central. După ce deciziile sunt ratificate, Congresul se dizolvă. Comitetul Central proaspăt înființat implementează deciziile Congresului pe perioada cincinală dintre congrese. Când Comitetul Central nu se afă în sesiune, politicile adoptate sunt implementate de către Biroul Politic (Politburo).

### Comitetul Central
Comitetul Central al Partidului Comunist din Vietnam este cea mai puternică instituție din stat. El deleagă o serie dintre puterile sale, Secretariatului și Biroului Politic atunci când nu se află în sesiune. Când Războiul din Vietnam a încetat, conducătorul Lê Duẩn a implementat o politică de centralizare a puterii. Această politiă a continuat până la Al Șaselea Congres, când Nguyễn Văn Linh a preluat puterea.  Văn Linh a întâmâmpinat opoziția liderilor din teritoriu în demersurile sale de descentralizare economică. Acest fapt a avut ca rezultat, creștera puterii liderilor regionali ai PCV, care nu mai puteau fi schimbați de la centru. Võ Văn Kiệt a încercat la mijlocul aniilor 1990 re-centralizara, însă fără succes. Drept consecință, numărul membriilor Comitetului Central, cu background din teritoriu a crescut de la 15.6% în 1982 la 41% în 2001. Însuși președintele Trương Tấn Sang, a fost ales direct din teritoriu în 1996.
Comitetul Central are rolul de a numit Biroul Politic imediat după dizolvarea Congresului Național.

### Secretarul-General

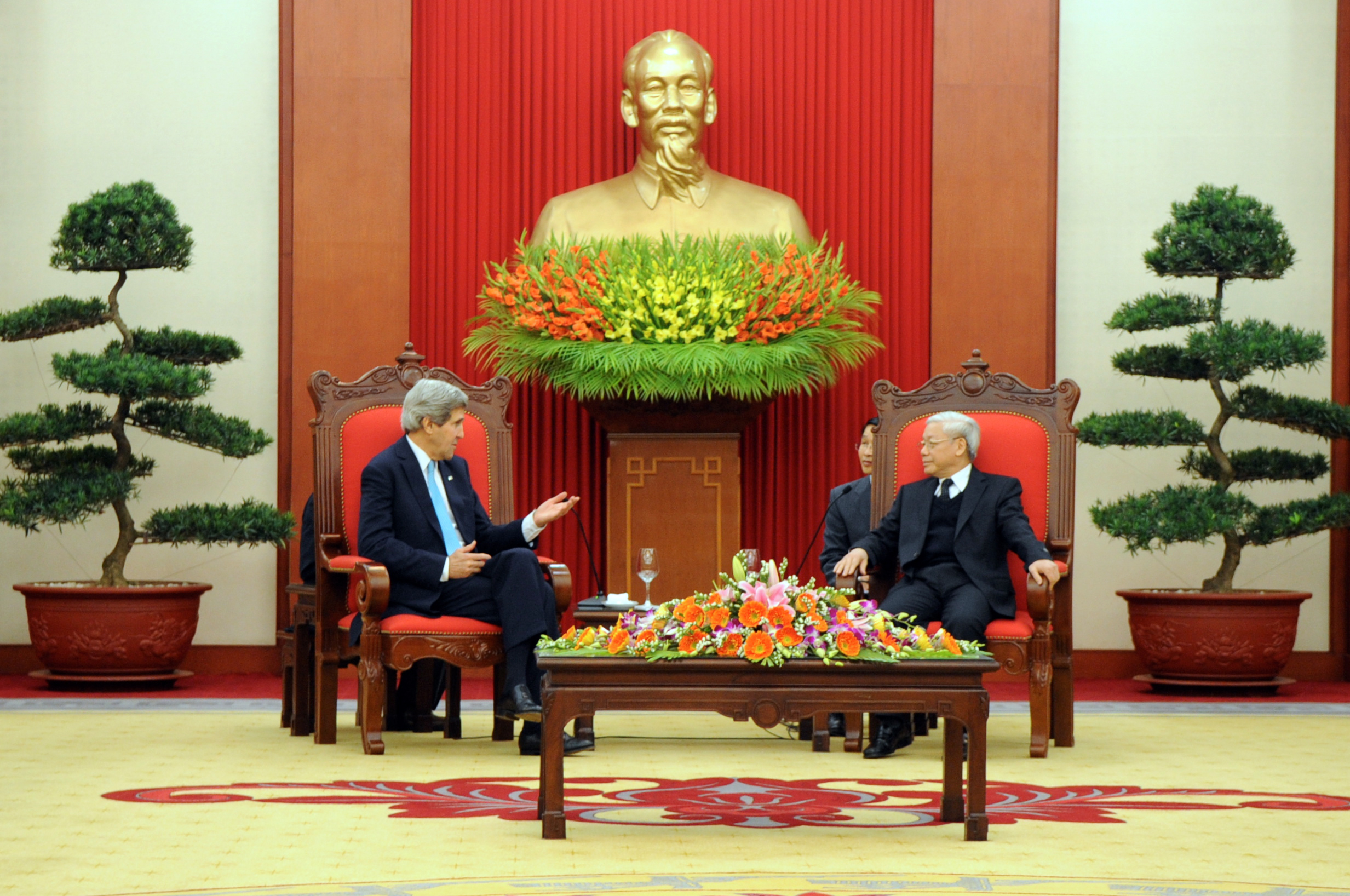
Secretarul-General Nguyễn Phú Trọng alături John Kerry în Hanoi, 2013.

Secretarul-General al Comitetului Central este cea mai mare funcție care poate fi îndeplinită de un membru PCV. El este ales de Comitetul Central pentru un mandat de cinci ani. Secretarul-General poate rămâne în post timp de 2 mandate. Secretarul-General prezidează asupra ședințelor Comitetului Central, asuprea Biroului Politic, asupra Secretariatului, este responsabil cu problemele ce țin de apărare națională, securitate și politică externă.
Secretarul-General deține postul de Secretar al Comisiei Militare Centrale, organul suprem militar al partidului.
Pe timpul vieții lui Ho Și Min, Secretarul-General era a doua cea mai mare funcție din partid, după cea de Președinte. Postul de președinte al partidului a existat între 1951-1969. Din 1930 până în prezent au existat 12 Secretari-Generali ai PCV.
| Număr de ordine | Nume (Naștere–Deces)        | Preluarea postului | Vacantarea postului | Rang în Partid | Comitet Central                              | Portret                                                                           |
| --------------- | --------------------------- | ------------------ | ------------------- | -------------- | -------------------------------------------- | --------------------------------------------------------------------------------- |
| 1               | Trần Phú (1904–1931)        | 27 octombrie 1930  | 6 septembrie 1931   | 1              | C.C. Provizoriu (1930–35)                    | A young man, in a suit with a pale shirt and dark tie                             |
| 2               | Lê Hồng Phong (1902–1942)   | 27 octombrie 1931  | 26 iulie 1936       | 1              | Primul Comitet Central(1935–51)              | A young man, in a suit with a pale shirt and dark tie                             |
| 3               | Hà Huy Tập (1906–1941)      | 26 iulie 1936      | 30 martie 1938      | 1              | Primul Comitet Central(1935–51)              | A young man, in a suit with a pale shirt and dark tie                             |
| 4               | Nguyễn Văn Cừ (1912–1941)   | 30 martie1938      | 9 noiembrie 1940    | 1              | Primul Comitet Central(1935–51)              | A young man, in a pale shirt and dark jacket                                      |
| 5               | Trường Chinh (1907–1988)    | mai 1941           | 24 septembrie 1956  |                | Primul Comitet Central(1935–51)              | A balding man looking to the left, dressed in a dark jascket buttoned to the neck |
| 5               | Trường Chinh (1907–1988)    | mai 1941           | 24 septembrie 1956  | 2              | Al Doilea Comitet Central (1951–60)          | A balding man looking to the left, dressed in a dark jascket buttoned to the neck |
| 6               | Hồ Chí Minh (1890–1969)     | 24 septembrie 1956 | 10 septembrie 1960  | 1              | Al doilea Comitet Central (1951–60)          | A thin-faced man with a long beard wearing traditional clothing                   |
| 6               | Hồ Chí Minh (1890–1969)     | 24 septembrie 1956 | 10 septembrie 1960  | 1              | Al treilea Comitet Central (1960–76)         | A thin-faced man with a long beard wearing traditional clothing                   |
| 7               | Lê Duẩn (1907–1986)         | 10 septembrie 1960 | 10 iulie 1986       |                |                                              |                                                                                   |
| 7               | Lê Duẩn (1907–1986)         | 10 septembrie 1960 | 10 iulie 1986       | 1              | Al patrulea Comitet Central(1976–82)         |                                                                                   |
| 7               | Lê Duẩn (1907–1986)         | 10 septembrie 1960 | 10 iulie 1986       | 1              | Al cincelea Comitet Central (1982–86)        |                                                                                   |
| 5               | Trường Chinh (1907–1988)    | 14 iulie 1986      | 18 decembrie 1986   | 1              | Al cincelea Comitet Central(1982–86)         | A balding man looking to the left, dressed in a dark jascket buttoned to the neck |
| 8               | Nguyễn Văn Linh (1915–1998) | 18 decembrie 1986  | 28 iunie 1991       | 1              | Al șaselea Comitet Central (1986–91)         |                                                                                   |
| 9               | Đỗ Mười (1917–)             | 28 iunie 1991      | 26 decembrie 1997   | 1              | Al șaptelea Comitet Central (1991–96)        |                                                                                   |
| 9               | Đỗ Mười (1917–)             | 28 iunie 1991      | 26 decembrie 1997   | 1              | Al optulea Comitet Central(1996–2001)        |                                                                                   |
| 10              | Lê Khả Phiêu (1931–)        | 26 decembrie 1997  | 22 aprilie 2001     | 1              |                                              |                                                                                   |
| 11              | Nông Đức Mạnh (1940–)       | 22 aprilie 2001    | 19 ianuarie 2011    | 1              | Al nouălea Comitet Central (2001–06)         | a man with greying black hair, wearing a suit and tie                             |
| 11              | Nông Đức Mạnh (1940–)       | 22 aprilie 2001    | 19 ianuarie 2011    | 1              | Al zecelea Comitet Central(2006–11)          | a man with greying black hair, wearing a suit and tie                             |
| 12              | Nguyễn Phú Trọng (1944–)    | 19 ianuarie 2011   | Actual              | 1              | Al unsprezece-lea Comitet Central (2011–16)  | a smiling man with greying black hair, wearing a suit and tie                     |
| 12              | Nguyễn Phú Trọng (1944–)    | 19 ianuarie 2011   | Actual              | 1              | Al doisprezece-lea Comitet Central (2016–21) | a smiling man with greying black hair, wearing a suit and tie                     |

### Biroul Politic
Biroul Politic, sau Politburo-ul, este organul suprem al PCV între ședintele Comitetului Central, care au loc de 2 ori pe an. Biroul Politic urmărește implementarae politicilor adoptate de Comitetul Central și de Congres. Este de datoria Biroului Politic să se asigure că toate rezoluțiile adoptate sunt implementate întocmai la nivel național. Totodată, este responsabil cu problemele referitoare la organizare, protocol și personal, și are dreptul să convoace o sesiune plenară a Comitetului Central ori de câte ori este necesar.4
Deciziile Politburo-ului pot fi anulate de Comitetul Central, un exemplu având loc în 2001, când Politburo l-a ales pe Lê Khả Phiêu ca și Secretar-General, iar Comitetul Central a întors decizia biroului politic, forțându-l pe Lê Khả Phiêu să se retragă din politică ș aleagând astfel  un nou Secretar-General după cel de al nouălea congres.

## Ideologie

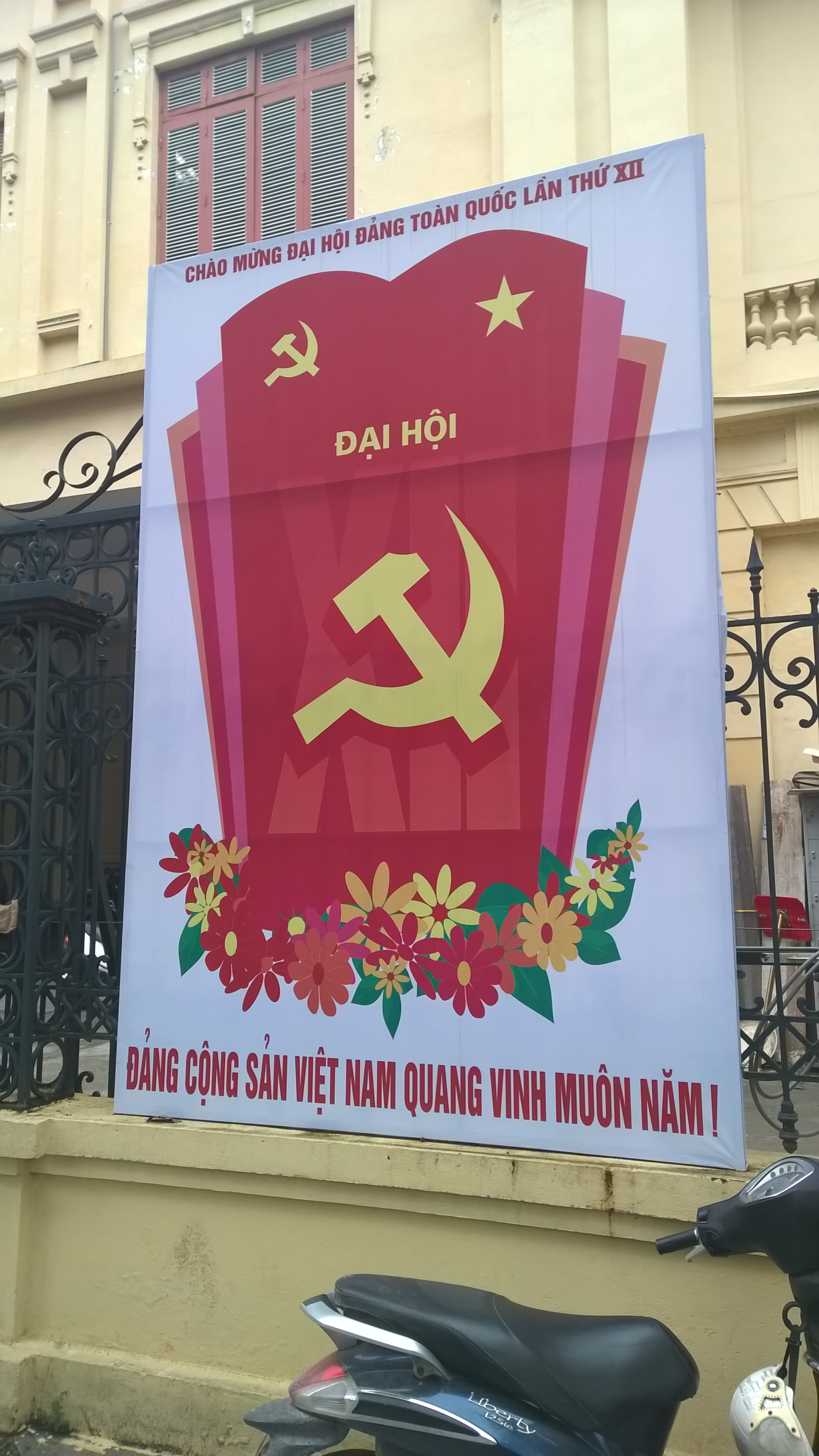
Reformele Đổi Mới

Republica Socialistă Vietnam este o republică socialistă cu un sistem monopartid, condus de Partidul Comunist din Vietnam, și de partidul-marionetă cu rol consultativ Frontul Popular din Vietnam. PCV îmbrățișează doctrina marxist-leninistă, dar și ideologia Gândirii lui Ho Și Min.
Potrivit Constiuției, statul vietnamez se află în perioada tranziției spre socialism.
Sistemul politic introdus și gândit de Ho Și Min nu a fost popularizat și sistematizat pe durata vieții sale și nici imediat după moartea sa survenită în 1969. Abia în 1989, Secretarul-General Nguyễn Văn Linh a popularizat cultul personalității postum al lui Ho Și Min. Prima oară sistemul gândit de Ho Și Min a fost expus în cartea sa biografică apărută post-mortem, în 1973.  Partidul Comunist consideră legitimă ideologia sa marxistă și leninistă, chiar și după Căderea Uniunii Sovietice. Unii istorici consideră că liderii partidului au încetat să mai creadă în idealurile comunismului, motiv pentru care au creat cultul postum pentru Ho Și Min, un suporter avid al lui Vladimir Lenin și al dictaturii proletariatului. Datorită doctrinei economice Đổi Mới, care a transformat Vietnamul în ultimii zeci de ani, Partidul nu mai putea reprezenta doar clasa muncitoare și clasa țărănească. Drept urmare, în ultimii ani, Partidul susține că reprezintă „interesele tuturor cetățenilor țării”.
În prezent, Partidul Comunist din Vietnam numără 4.4 milioane de membrii.

## Relațiile cu alte partide comuniste

Ho Și Min la primul congres al Partidului Comunist Francez, Marseille, 1921

Printr-o rezoluție discutată în cel de al Zecelea Congres, Partidul a decis întărirea relațiilor sale externe. La nivelul anului 2010, Comisia pentru Afaceri Externe din cadrul partidului întreținea relații diplomatice cu 222 partide politice din 115 țări. Partidul întreține relații de cordialitate nu doar cu celelalte partide comuniste din lume, ci și cu partidele non-comuniste, deoarece țările de origine ale respectivelor partide sunt sau erau parteneri strategici și economici importanți pentru Vietnam. Relațiile cu celelalte partide comuniste din lume sunt importante pentru conducerea vietnameză, fiind bazate pe "solidaritate, suport mutual în lupta pentru dobândirea socialismului, în spiritul marxism-leninismului și internaționalismul clasei muncitoare".
Printre partidele cu care PCV are relații cordiale se numără Partidul Comunist Chinez, Partidul Comunist Cubanez, Partidul Muncitoresc din Coreea de Nord, Partidul Comunist al Federației Ruse, Partidul Comunist din India, Partidul Comunist Marxist din India, Partidul Comunist Muncitoresc Spaniol, Partidul Comunist Austriac precum și Partidul Comunist al Braziliei. 

## Vezi și
- Războiul din Vietnam
- Primul Război din Indochina
- Ho Și Min
- Politica Vietnamului
- Marxism-leninism

## Legături externe
- Site-ul Oficial al Partidului Comunist din Vietnam[nefuncțională – arhivă]
- Site-ul Oficial al Guvernului Arhivat în 18 iunie 2017, la Wayback Machine.